# Patriarcha Konstantynopola

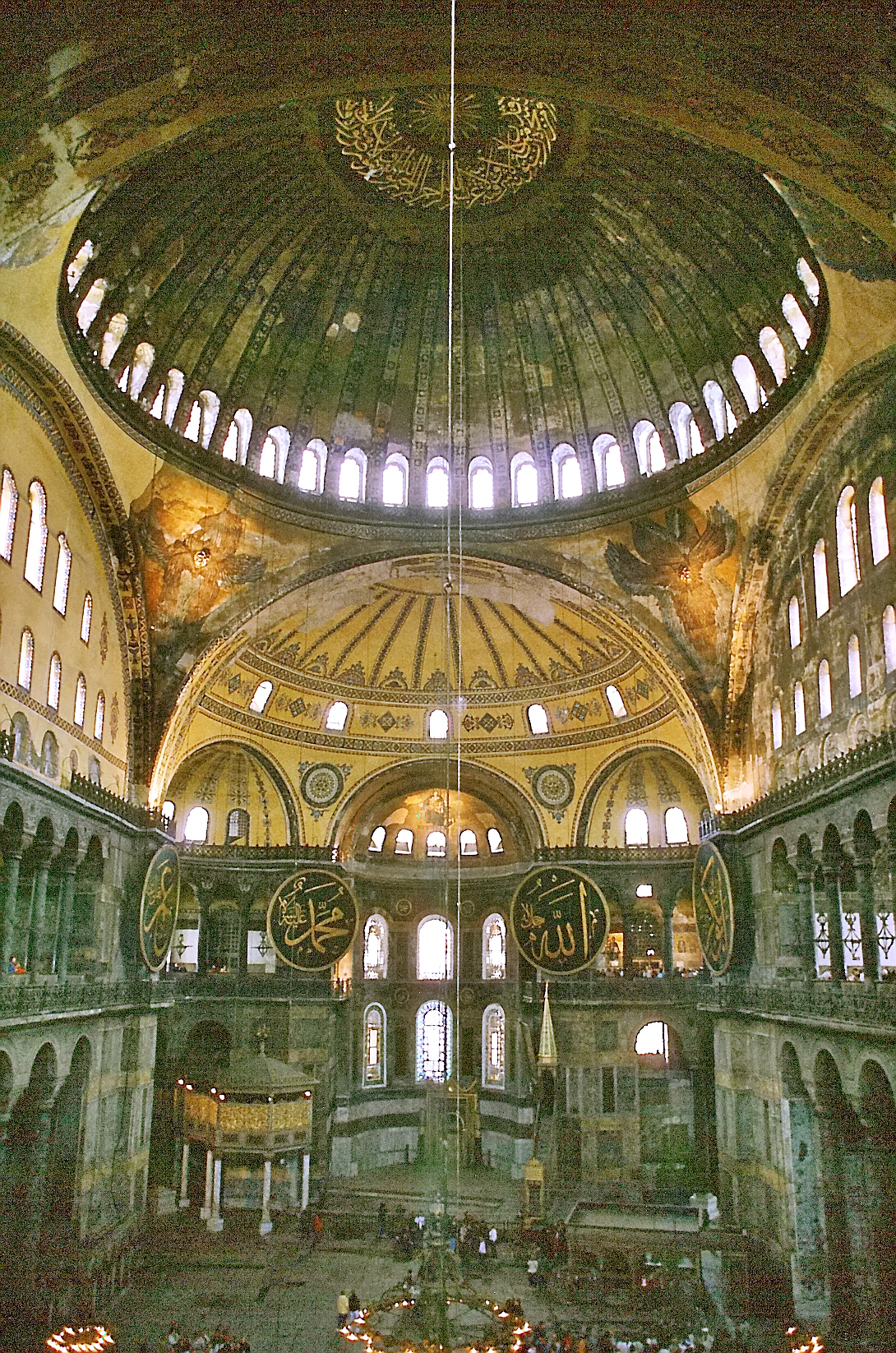
Hagia Sophia – była katedrą patriarchy Konstantynopola od 537 do 1453, kiedy to po zdobyciu miasta przez Turków została zamieniona na meczet. Do dziś widoczne są mozaiki z postaciami świętych

Patriarcha Konstantynopola (gr. Πατριάρχης Κωνσταντινουπόλεως), oficjalnie: Arcybiskup Konstantynopola, Nowego Rzymu i Patriarcha Ekumeniczny (gr. Αρχιεπίσκοπος Κωνσταντινουπόλεως Νέας Ρώμης και Οικουμενικός Πατριάρχης) – jeden z patriarchów prawosławnych oraz duchowy zwierzchnik Cerkwi. Stoi na czele Patriarchatu Konstantynopolitańskiego.

## Historia
Konstantynopol stał się siedzibą patriarchy w 381, gdy do czterech dotychczasowych stolic patriarszych – Rzymu, Aleksandrii, Antiochii i Jerozolimy – Sobór konstantynopolitański I dodał piątą: Nowy Rzym (gr. Νέα Ῥώμη), czyli Konstantynopol, sytuując ją jako drugą w hierarchii patriarchatów. Ustanowienie stolicy patriarszej w Konstantynopolu było wynikiem zabiegów biskupów tego miasta, dotychczas skromnych sufraganów Heraklei. Wśród hierarchii, wiernych i cesarzy przeważył pogląd, że skoro dotychczasowe Bizancjum, którego znaczenie wynikało „tylko” z ruchu handlowego przez Bosfor, stało się stolicą wschodniej części Cesarstwa, to powinno zostać wyniesione do rangi równej Rzymowi – starej stolicy. Mimo przeciwdziałania papieży kolejne sobory powszechne przyznały biskupom Konstantynopola godność patriarszą i wydzieliły im kanoniczne terytorium, składające się ostatecznie z całej europejskiej części Cesarstwa Wschodniorzymskiego, diecezji Ilirii (należącej do cesarstwa zachodniorzymskiego) i całej Azji Mniejszej.
Patriarchowie Konstantynopola objęli przewodnią rolę w kościele wschodniej części cesarstwa rzymskiego, który później stał się Kościołem Prawosławnym. Na osiągnięcie tej pozycji złożyło się kilka czynników. Pierwszym (chronologicznie) było to, że cesarze imperium wschodniorzymskiego faworyzowali patriarchów rezydujących w ich stolicy, którzy też naturalną koleją rzeczy mieli największe możliwości działania u tronu. Dalej: pozostałe patriarsze stolice Wschodu, Aleksandria, Antiochia i Jerozolima, wcześnie znalazły się pod władzą muzułmanów, co automatycznie odebrało im wiele z ich pierwotnego znaczenia – przestały być jakąkolwiek konkurencją dla Konstantynopola. Po upadku Konstantynopola znaczenie jego patriarchów, paradoksalnie, jeszcze wzrosło, ponieważ w systemie millet, zgodnie z którym Turcy osmańscy urządzili swoje państwo, patriarcha konstantynopolitański został uznany za głowę całego rum millet („narodu rzymskiego” – wiernych Kościoła Prawosławnego), z czym wiązała się pewna władza świecka, a przede wszystkim fiskalna i finansowa. Uzależnienie patriarchów Antiochii, Aleksandrii i Jerozolimy od patriarchy Konstantynopola doszło do tego stopnia, że niektórzy z nich rezydowali w Konstantynopolu, a nie w swoich stolicach.
Wszystko to działo się w warunkach nieustannego konfliktu z Rzymem, który tlił się od początku istnienia patriarchatu, niekiedy otwarcie, innym razem tylko w formie nieprzychylnej postawy wobec „łacinników”. Przejawami tego konfliktu były zwłaszcza schizmy: akacjańska (484–519), focjańska (867–893) i ostatnia, nie zakończona jak dotąd, wielka schizma wschodnia (1054). Patriarchowie Konstantynopola konsekwentnie odmawiają papieżom w Kościele prymatu innego, niż honorowy, uważając siebie, patriarchów ekumenicznych, za równych „papieżom rzymskim”.
Zarówno wrogość wobec Rzymu, jak i władza nad całym prawosławiem wydają się słabnąć od początku XX wieku. Po upadku Imperium Osmańskiego upadła świecka władza patriarchów. W obecnej strukturze Kościoła prawosławnego dominują lokalne Kościoły autokefaliczne, niezależne jurysdykcyjnie od patriarchy ekumenicznego, a tylko uznające jego zwierzchnictwo duchowe. W słowiańskich Kościołach lokalnych osłabł wpływ kultury greckiej, a i Konstantynopol przestał być jej ośrodkiem. 7 grudnia 1965 papież Paweł VI i patriarcha Atenagoras I odwołali wzajemne klątwy rzucone jeszcze w 1054. Stosunki między Rzymem a Konstantynopolem uległy po tym fakcie ogólnemu ociepleniu, choć nie doszło jeszcze do interkomunii ani do wypracowania wspólnego stanowiska w sprawach wiary. Najdalszym krokiem w tym kierunku pozostaje prawosławno-katolicka Deklaracja z Balamand z 1993.
Poza patriarchą prawosławnym, od 1461 w Konstantynopolu rezyduje jeszcze ormiański patriarcha Konstantynopola, jeden ze zwierzchników Ormiańskiego Kościoła Apostolskiego. Nie ma natomiast w Konstantynopolu patriarchy łacińskiego (katolickiego). Jedynym okresem w dziejach, gdy w Konstantynopolu rezydowali patriarchowie łacińscy, pozostaje okres Cesarstwa Łacińskiego (1204–1261) (prawosławni patriarchowie konstantynopolitańscy rezydowali wtedy, wraz z dworem cesarskim, w Nicei). Później był to urząd tytularny, sprawowany przez jednego z urzędników Kurii Rzymskiej, zniesiony w 1964.
Obecnie patriarcha Konstantynopola sprawuje zwierzchnictwo nad prawosławnymi w Turcji oraz na niektórych wyspach nie należących do jurysdykcji Cerkwi w Grecji.

## Lista biskupów Bizancjum i patriarchów Konstantynopola

### Biskupi Bizancjum do 337
| święty Andrzej Apostoł | założyciel, przed r. 38 |
| Stachys                | 38–54                   |
| Onezym                 | 54–68                   |
| Polikarp I             | 71–89                   |
| Plutarch               | 89–105                  |
| Sedecjon               | 105–114                 |
| Diogenes               | 114–129                 |
| Eleuteriusz            | 129–136                 |
| Feliks                 | 136–141                 |
| Polikarp II            | 141–144                 |
| Atenodor               | 144–148                 |
| Euzois                 | 148–154                 |
| Wawrzyniec             | 154–166                 |
| Alipiusz               | 166–169                 |
| Pertinaks              | 169–187                 |
| Olimpian               | 187–198                 |
| Marek I                | 198–211                 |
| Filadelfus             | 211–217                 |
| Cyriak I               | 217–230                 |
| Kastyn                 | 230–237                 |
| Eugeniusz I            | 237–242                 |
| Tytus                  | 242–272                 |
| Domecjusz              | 272–284                 |
| Rufin I                | 284–293                 |
| Probus                 | 293–306                 |
| Metrofan               | 306–314                 |
| Aleksander             | 314–337                 |

### Arcybiskupi Konstantynopola do 458
| Paweł I                | 337–339, 342, 346–351 |
| Euzebiusz z Nikomedii  | 339–341               |
| Macedoniusz I          | 342–346, 351–360      |
| Eudoksjusz z Antiochii | 360–370               |
| Demofil                | 370–379               |
| Ewagriusz              | 379                   |
| Grzegorz z Nazjanzu    | 379–381               |
| Maksym I Cynik         | 381                   |
| Nektariusz             | 381–397               |
| Jan Chryzostom         | 398–404               |
| Arsacjusz z Tarsu      | 404–405               |
| Attyk                  | 406–425               |
| Syzyniusz I            | 426–427               |
| Nestoriusz             | 428–431               |
| Maksymian              | 431–434               |
| Proklos                | 434–446               |
| Flawian                | 446–449               |
| Anatoliusz             | 449–458               |

### Patriarchowie ekumeniczni Konstantynopola do 1054
| Gennadiusz I            | 458–471          |
| Akacjusz                | 471–488          |
| Frawitas                | 488–489          |
| Eufemiusz               | 489–495          |
| Macedoniusz II          | 495–511          |
| Tymoteusz I             | 511–518          |
| Jan II Kapadocki        | 518–520          |
| Epifaniusz              | 520–535          |
| Antym I                 | 535–536          |
| św. Menas               | 536–552          |
| Eutychiusz              | 552–565, 577–582 |
| Jan III Scholastyk      | 565–577          |
| Jan IV Postnik          | 582–595          |
| Cyriak II               | 596–606          |
| Tomasz I                | 607–610          |
| Sergiusz I              | 610–638          |
| Pyrrus I                | 638–641, 654     |
| Paweł II                | 642–653          |
| Piotr                   | 654–666          |
| Tomasz II               | 667–669          |
| Jan V                   | 669–675          |
| Konstantyn I            | 675–677          |
| Teodor I                | 677–679, 686–687 |
| Jerzy I                 | 679–686          |
| Paweł III               | 687–693          |
| Kallinik I              | 693–705          |
| Cyrus                   | 705–711          |
| Jan VI                  | 712–715          |
| German I                | 715–730          |
| Anastazy                | 730–754          |
| Konstantyn II           | 754–766          |
| Nicetas I               | 766–780          |
| Paweł IV                | 780–784          |
| Tarazjusz               | 784–806          |
| Nicefor I               | 806–815          |
| Teodot I Kassiteras     | 815–821          |
| Antoni I Kassimates     | 821–836          |
| Jan VII Gramatyk        | 836–843          |
| Metody I                | 843–847          |
| Ignacy I                | 847–858, 867–877 |
| Focjusz I Wielki        | 858–867, 877–886 |
| Stefan I                | 886–893          |
| Antoni II Kauleas       | 893–901          |
| Mikołaj I Mistyk        | 901–907, 912–925 |
| Eutymiusz I Synkellos   | 907–912          |
| Stefan II z Amasei      | 925–928          |
| Tryfon                  | 928–931          |
| Teofilakt               | 933–956          |
| Polieuktos              | 956–970          |
| Bazyli I Skamandrenos   | 970–974          |
| Antoni III Studyta      | 974–980          |
| Mikołaj II Chryzoberges | 984–996          |
| Syzyniusz II            | 996–998          |
| Sergiusz II             | 1001–1019        |
| Eustacjusz              | 1019–1025        |
| Aleksy I Studyta        | 1025–1043        |
| Michał I Cerulariusz    | 1043–1058        |

### Patriarchowie prawosławni Konstantynopola

#### Patriarchowie Konstantynopola do 1204

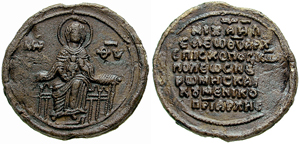
Michał III z Anchialos

| Lp. | Imię                    | Okres           | Uwagi | Przyp. |
| --- | ----------------------- | --------------- | --- | ------ |
| 1   | Konstantyn III Lichudes | 1059–1063       | |        |
| 2   | Jan VIII Ksifilinos     | 1064–1075       | |        |
| 3   | Kosma I Jerozolimski    | 1075–1081       | |        |
| 4   | Eustracjusz Garidas     | 1081–1084       | |        |
| 5   | Mikołaj III Gramatyk    | 1084–1111       | |        |
| 6   | Jan IX Agapet           | 1111–1134       | |        |
| 7   | Leon Styppes            | 1134–1143       | |        |
| 8   | Michał II Kurkuas       | 1143–1146       | |        |
| 9   | Kosma II Attykos        | 1146–1147       | |        |
| 10  | Mikołaj IV Muzalon      | 1147–1151       | |        |
| 11  | Teodot II               | 1151–1153       | |        |
| 12  | Neofit I                | 1153            | |        |
| 13  | Konstantyn IV Chliaren  | 1154–1156       | |        |
| 14  | Łukasz Chryzoberges     | 1156–1169       | Zwołał synody w 1156 i 1166 potępiające błędy chrystologiczne. Zakazał duchownym wykonywania świeckich zawodów.                                 |        |
| 15  | Michał III z Anchialos  | 1170–1177       | Na synodzie w 1170 potępił błędy Konstantyna z Korkyry. Zainicjował uzgodnienie prawodawstwa kościelnego i cesarskiego przez Teodora Balsamona. | [ 1 ]  |
| 16  | Charyton Eugeniota      | 1177–1178       | Sprawował rządy patriarsze przez 11 miesięcy.                                                                                                   |        |
| 17  | Teodozjusz I Boradiota  | 1179–1183       | Złożony z urzędu za odmowę udzielenia ślubu córce cesarskiej Irenie Komnenie.                                                                   |        |
| 18  | Bazyli II Kamater       | 1183–1186       | Złożony z urzędu za udzielenie ślubu Irenie i Aleksemu Komnenom.                                                                                |        |
| 19  | Nicetas II Muntanes     | 1186–1189       | Powołany i odwołany przez cesarza Izaaka II Angelosa.                                                                                           |        |
| 21  | Dozyteusz               | 1189            | Wybrany dzięki poparciu cesarza Izaaka II Angelosa, utrzymał się na stolicy 9 dni.                                                              | [ 2 ]  |
| 20  | Leoncjusz Teotokita     | 1189            | | [ 2 ]  |
| 21  | Dozyteusz               | powt. 1189–1190 | Objąwszy ponownie tron patriarszy został zmuszony do rezygnacji z powodu protestów kleru i ludu.                                                | [ 2 ]  |
| 22  | Jerzy II Ksyfilin       | 1191–1198       | Powiększył liczbę exocatacoeli do sześciu. |        |
| 23  | Jan X Kamater           | 1198–1206       | |        |

#### Patriarchowie Konstantynopola w Nicei 1204–1261

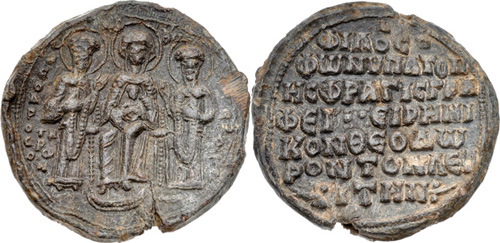
Teodor II Irenik

| Lp. | Imię                | Okres     | Uwagi                                                    | Przyp. |
| --- | ------------------- | --------- | -------------------------------------------------------- | ------ |
| 24  | Michał IV Autorejan | 1206–1213 |                                                          |        |
| 25  | Teodor II Irenik    | 1213–1215 |                                                          |        |
| 26  | Maksymus II         | 1215      |                                                          |        |
| 27  | Manuel I Charitopul | 1215–1222 |                                                          |        |
| 28  | German II           | 1222–1240 |                                                          |        |
| 29  | Metody II           | 1240      |                                                          |        |
| 30  | Manuel II           | 1244–1255 |                                                          |        |
| 31  | Arseniusz Autorejan | 1255–1259 | Usunięty z powodu obrony interesów małoletniego Jana IV. | [ 3 ]  |
| 32  | Nicefor II          | 1260–1261 | Został wybrany po wygnaniu patriarchy Arseniusza.        | [ 4 ]  |

#### Patriarchowie Konstantynopola 1261–1453

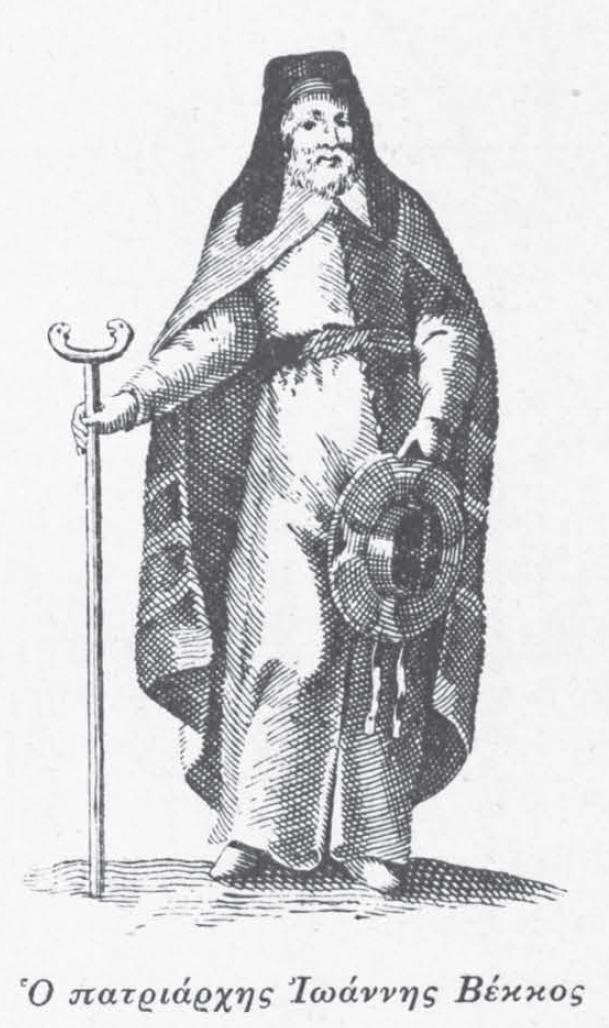
Jan XI Bekkos

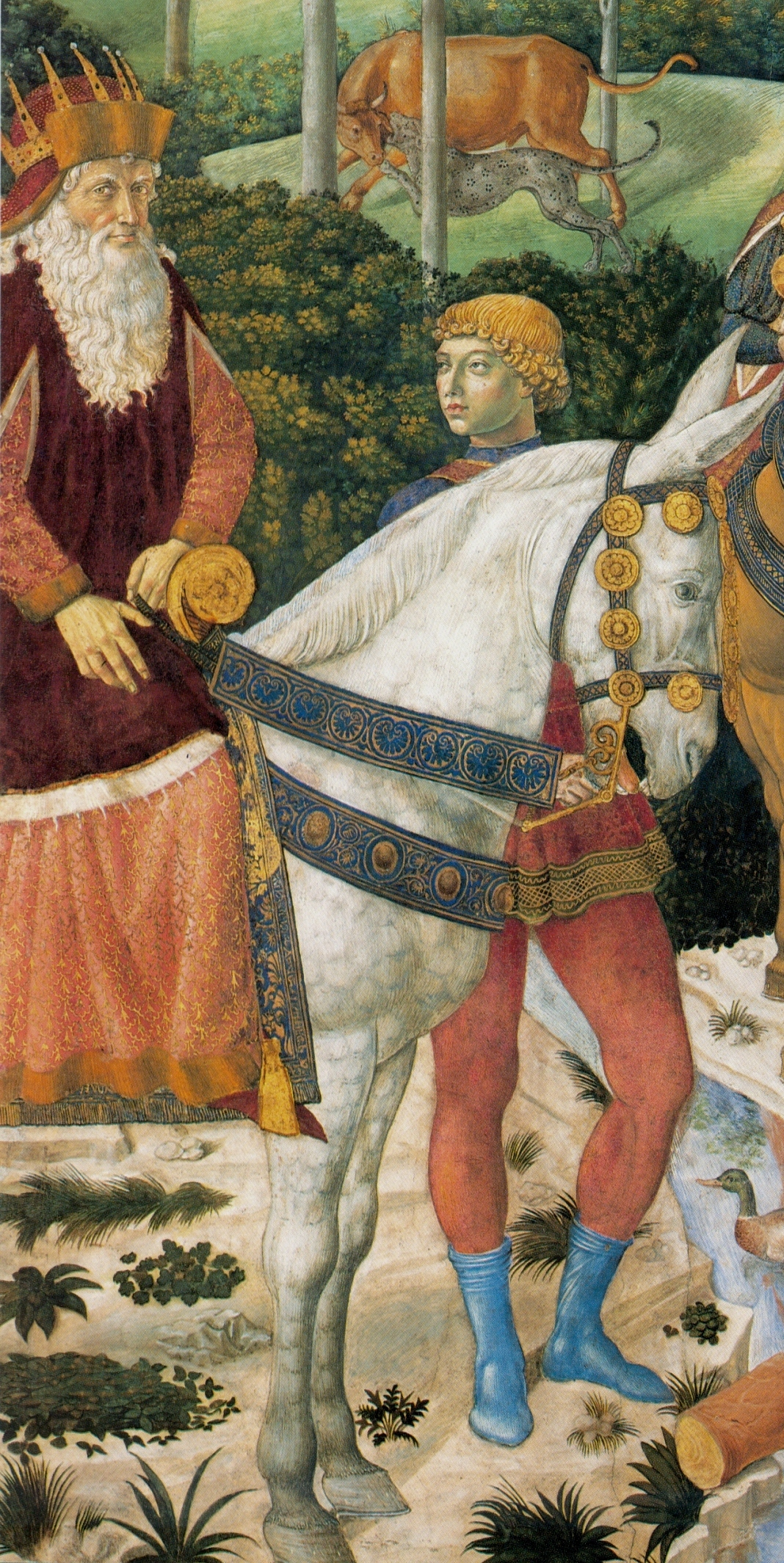
Józef II na fresku Benozzo Gozzoliego, Florencja

| Lp. | Imię                   | Okres           | Uwagi | Przyp.      |
| --- | ---------------------- | --------------- | --- | ----------- |
| 33  | Arseniusz Autorejan    | 1261–1267       | Ekskomunikował cesarza Michała VIII z powodu oślepienia współcesarza Jana IV. Z woli cesarza zesłany na wyspę Proconnes. Jego wygnanie stało się początkiem schizmy arseniańskiej.                                       | [ 3 ] [ 5 ] |
| 35  | German III             | 1267            | Wybrany patriarchą po usunięciu Arseniusza Autorejana. Nie chciał odwołać nałożonej na cesarza ekskomuniki. | [ 6 ]       |
| 36  | Józef I Galezjota      | 1267–1275       | Doprowadził do wygnania Arseniusza Autorejana. Sprzeciwił się planom unii lyońskiej i z tego powodu został zmuszony do ustąpienia.                                                                                       | [ 7 ]       |
| 37  | Jan XI Bekkos          | 1275–1282       | Doprowadził do zawarcia unii lyońskiej. Bronił Filioque jako zgodnego z nauką Ojców Kościoła. | [ 7 ]       |
| 36  | Józef I Galezjota      | powt. 1282–1283 | Powrócił na trzy miesiące po śmierci cesarza i usunięciu Jana XI Bekkosa. | [ 8 ]       |
| 38  | Grzegorz II Cypryjczyk | 1283–1289       | Doprowadził do oficjalnego odrzucenia unii lyońskiej. Usunięty z powodu wcześniejszej działalności prounijnej. | [ 9 ]       |
| 39  | Atanazy I              | 1289–1293       | Przeprowadził reformę dyscypliny i finansów kościelnych. Ustąpił wobec oporu duchowieństwa przeciw reformom. | [ 10 ]      |
| 40  | Jan XII                | 1294–1303       | Sprzeciwił się projektom rzucenia ekskomuniki na spiskujących przeciw cesarzowi. Zwalczał symonię. |             |
| 39  | Atanazy I              | powt. 1303–1309 | Zabiegał o poprawę prawa i moralności. Żywił tłumy uciekinierów ofiar łupiestw Kompanii Katalońskiej. Ponownie zmuszony do ustąpienia przez opozycję.                                                                    | [ 10 ]      |
| 41  | Nifon I                | 1310–1314       | Doprowadził do zakończenia schizmy arseniańskiej. | [ 11 ]      |
| 42  | Jan XIII Glykys        | 1315–1320       | Po pięciu latach ustąpił ze względu na zły stan zdrowia. | [ 12 ]      |
| 43  | Gerazym I              | 1320–1321       | W konflikcie pomiędzy cesarzem Andronikiem II, a jego wnukiem poparł tego ostatniego, gdy cesarz użył synodu do ekskomunikowania przeciwnika.                                                                            | [ 13 ]      |
| 44  | Izajasz                | 1323–1334       | Przebywał w areszcie klasztornym, prawdopodobnie z powodu poparcia dla Andronika III w jego konflikcie z cesarzem. Prowadził rozmowy zmierzające do porozumienia pomiędzy Kościołem Prawosławnym a Kościołem Ormiańskim. | [ 14 ]      |
| 45  | Jan XIV Kalekas        | 1334–1347       | Początkowo, na synodzie w 1341, poparł hezychastów, później zdecydowanie przeciw nim wystąpił. Złożony z urzędu przez cesarzową Annę zagrożoną przez Jana Kantakuzena.                                                   | [ 15 ]      |
| 46  | Izydor                 | 1347–1350       | Jako patriarcha podejmował działania dla umocnienia hezychazmu. | [ 16 ]      |
| 47  | Kalikst I              | 1350–1354       | Doprowadził do potępienia antypalamizmu na synodzie w 1351. Odmówił koronowania syna cesarskiego Mateusza Kantakuzena, za co został uwięziony.                                                                           | [ 17 ]      |
| 48  | Filoteusz Kokkin       | 1354–1355       | Został zmuszony do rezygnacji po abdykacji Jana VI Kantakuzena. | [ 18 ]      |
| 47  | Kalikst I              | powt. 1355–1363 | Sprzeciwiał się prounijnej polityce cesarza Jana V. Zwalczał tendencje do tworzenia Kościołów narodowych. | [ 19 ]      |
| 48  | Filoteusz Kokkin       | powt. 1364–1376 | Przeciwstawiał się unii kościelnej z Rzymem, której zwolennikiem był cesarz Jan V Paleolog. Popierał hezychazm. W obliczu zagrożenia tureckiego wzywał władców prawosławnych do zawarcia przymierza. Zrezygnował w 1376. | [ 18 ]      |
| 49  | Makary                 | 1376–1379       | Wyniesiony na stolicę patriarszą przez Andronika IV Paleologa, który pokonał i uwięził swego ojca i brata. |             |
| 50  | Nil Kerameus           | 1379–1388       | Pośredniczył w łagodzeniu konfliktu pomiędzy cesarzem Janem V, a jego synem Andronikiem IV. Przyznał Janowi V prawo do interweniowania w sprawach kościelnych.                                                           | [ 20 ]      |
| 51  | Antoni IV              | 1389–1390       | Ustąpił po roku w wyniku przewrotu politycznego. | [ 21 ]      |
| 49  | Makary                 | powt. 1390–1391 | Ponownie objął tron patriarszy, gdy na kilka miesięcy władzę w Konstantynopolu zdobył Jan VII Paleolog, syn Andronika IV.                                                                                                |             |
| 51  | Antoni IV              | powt. 1391–1397 | Organizował pomoc dla Cesarstwa do walki z Turkami. Dbał o prestiż Konstantynopola. Interweniował w podległych mu prowincjach (na Rusi, Wołoszczyźnie).                                                                  | [ 21 ]      |
| 52  | Kalikst II Ksantopul   | 1397            | Zmarł po trzech miesiącach pełnienia urzędu. | [ 22 ]      |
| 53  | Mateusz I              | 1397–1410       | |             |
| 54  | Eutymiusz II           | 1410–1416       | Pod koniec patriarchatu Eutymiusza doszło do poważnego konfliktu patriarchy z cesarzem, dotyczącego władzy cesarza nad Kościołem.                                                                                        |             |
| 55  | Józef II               | 1416–1439       | Doprowadził do podpisania unii florenckiej. |             |
| 56  | Metrofan II            | 1440–1443       | Działał na rzecz unii Kościołów w warunkach jawnego oporu duchowieństwa i ludności. W 1443 złożył dymisję. | [ 23 ]      |
| 57  | Grzegorz III Mammas    | 1443–1450       | Wspierał prołacińską politykę cesarza Jana VIII. Po śmierci cesarza zmuszony przez opozycję do opuszczenia Konstantynopola.                                                                                              | [ 24 ]      |
| 58  | Atanazy II             | 1450–1453       | Ostatni bizantyński patriarcha Konstantynopola wybrany przez synod w 1450. Jego istnienie jest podawane w wątpliwość. | [ 25 ]      |

#### Patriarchowie Konstantynopola po 1453
| Gennadiusz II Scholar   | 1453–1456, 1458, 1462–1463, 1464                       |
| Izydor II Ksantopulos   | 1456–1457                                              |
| Sofroniusz I Syropulos  | 1463–1464                                              |
| Joazaf                  | 1464, 1464–1466                                        |
| Marek II Ksylokarawes   | 1466                                                   |
| Symeon I z Trapezuntu   | 1466, 1471–1474, 1481–1486                             |
| Dionizy I               | 1466–1471, 1489–1491                                   |
| Rafał I                 | 1475–1476                                              |
| Maksym III Manasses     | 1476–1481                                              |
| Nefon II                | 1486–1488, 1497–1498, 1502                             |
| Maksym IV               | 1491–1497                                              |
| Joachim I               | 1498–1502, 1504                                        |
| Pachomiusz I            | 1503–1504, 1504–1513                                   |
| Teolept I               | 1513–1522                                              |
| Jeremiasz I             | 1522–1545                                              |
| Joannik I               | 1546                                                   |
| Dionizy II              | 1546–1555                                              |
| Joazaf II               | 1555–1556                                              |
| Metrofan III            | 1565–1572, 1579–1580                                   |
| Jeremiasz II Tranos     | 1572–1579, 1580–1584, 1587–1595                        |
| Pachomiusz II           | 1584–1585                                              |
| Teolept II              | 1585–1586                                              |
| Mateusz II              | 1596, 1598–1602, 1603                                  |
| Gabriel I               | 1596                                                   |
| Teofan I Karikes        | 1597                                                   |
| Melecjusz I Pegas       | 1597–1598, 1601                                        |
| Neofit II               | 1602–1603, 1607–1612                                   |
| Rafał II                | 1603–1607                                              |
| Tymoteusz               | 1612–1620                                              |
| Cyryl I Lukaris         | 1612, 1620–1623, 1623–1635, 1637–1638                  |
| Grzegorz IV z Amasei    | 1623                                                   |
| Antym II                | 1623                                                   |
| Cyryl II Kontares       | 1633, 1635–1636, 1638–1639                             |
| Atanazy III Patelaros   | 1634                                                   |
| Neofit III Nicejski     | 1636–1637                                              |
| Parteniusz I            | 1639–1644                                              |
| Parteniusz II           | 1644–1646, 1648–1651                                   |
| Joannik II              | 1646–1648, 1651–1656                                   |
| Cyryl III               | 1652, 1654                                             |
| Paisjusz I              | 1652–1655                                              |
| Parteniusz III          | 1656–1657                                              |
| Gabriel II              | 1657                                                   |
| Parteniusz IV           | 1657–1662, 1665–1667, 1671, 1675–1676, 1684, 1685      |
| Dionizy III             | 1662–1665                                              |
| Klemens                 | 1667                                                   |
| Metody III              | 1668–1671                                              |
| Dionizy IV Muselimes    | 1671–1673, 1676–1679, 1682–1684, 1686, 1687, 1693–1694 |
| Gerazym II              | 1673–1674                                              |
| Atanazy IV              | 1679                                                   |
| Jakub                   | 1679–1682, 1685–1688                                   |
| Kallinik II             | 1688, 1689–1693, 1694–1702                             |
| Neofit IV               | 1688                                                   |
| Gabriel III             | 1702–1707                                              |
| Neofit V                | 1707                                                   |
| Cyprian I               | 1707–1709, 1713–1714                                   |
| Atanazy V               | 1709–1711                                              |
| Cyryl IV                | 1711–1713                                              |
| Kosma III               | 1714–1716                                              |
| Jeremiasz III           | 1716–1726, 1732–1733                                   |
| Paisjusz II             | 1726–1732, 1740–1743, 1744–1748                        |
| Serafim I               | 1733–1734                                              |
| Neofit VI               | 1734–1740, 1743–1744                                   |
| Cyryl V                 | 1748–1751, 1752–1757                                   |
| Kallinik III            | 1757                                                   |
| Serafim II              | 1757–1761                                              |
| Joannik III             | 1761–1763                                              |
| Samuel I Chaceres       | 1763–1768, 1773–1774                                   |
| Melecjusz II            | 1768–1769                                              |
| Teodozjusz I            | 1769–1773                                              |
| Sofroniusz II           | 1774–1780                                              |
| Gabriel IV              | 1780–1785                                              |
| Prokopiusz I            | 1785–1789                                              |
| Neofit VII              | 1789–1794, 1798–1801                                   |
| Gerazym III             | 1794–1797                                              |
| Grzegorz V              | 1797–1798, 1806–1808, 1818–1821                        |
| Kallinik IV             | 1801–1806, 1808–1809                                   |
| Jeremiasz IV            | 1809–1813                                              |
| Cyryl VI                | 1813–1818                                              |
| Eugeniusz II            | 1821–1822                                              |
| Antym III               | 1822–1824                                              |
| Chryzant I              | 1824–1826                                              |
| Agatangel               | 1826–1830                                              |
| Konstancjusz I          | 1830–1834                                              |
| Konstancjusz II         | 1834–1835                                              |
| Grzegorz VI             | 1835–1840, 1867–1871                                   |
| Antym IV                | 1840–1841, 1848–1852                                   |
| Antym V                 | 1841–1842                                              |
| German IV               | 1842–1845, 1852–1853                                   |
| Melecjusz III           | 1845                                                   |
| Antym VI                | 1845–1848, 1853–1855, 1871–1873                        |
| Cyryl VII               | 1855–1860                                              |
| Joachim II              | 1860–1863, 1873–1878                                   |
| Sofroniusz III          | 1863–1866                                              |
| Joachim III             | 1878–1884, 1901–1912                                   |
| Joachim IV              | 1884–1886                                              |
| Dionizy V               | 1887–1891                                              |
| Neofit VIII             | 1891–1894                                              |
| Antym VII               | 1895–1897                                              |
| Konstantyn V            | 1897–1901                                              |
| German V                | 1913–1918                                              |
| Melecjusz IV Metaksakis | 1921–1923                                              |
| Grzegorz VII            | 1923–1924                                              |
| Konstantyn VI           | 1924–1925                                              |
| Bazyli III              | 1925–1929                                              |
| Focjusz II              | 1929–1935                                              |
| Beniamin                | 1936–1946                                              |
| Maksym V                | 1946–1948                                              |
| Atenagoras I            | 1948–1972                                              |
| Dymitr I                | 1972–1991                                              |
| Bartłomiej I            | od 1991                                                |

## Inne patriarchaty konstantynopolitańskie
- łaciński patriarcha Konstantynopola (1204–1964)
- ormiański patriarcha Konstantynopola (od 1461)